# 長尾一紘
長尾 一紘（ながお かずひろ、1942年 - 2019年）は、日本の憲法学者。中央大学名誉教授。

## 来歴
- 1942年 茨城県で生まれる[2]。
- 1965年 旧司法試験合格[2]
- 1966年 中央大学法学部法律学科卒業
- 1968年 東京大学大学院法学政治学研究科(日本法制史専攻)修士課程修了
- 1968年 中央大学法学部助手（指導教官： 橋本公亘[2]）
- 1972年 中央大学法学部助教授
- 1979年 中央大学法学部教授
- 2004年 中央大学大学院法務研究科教授
- 2013年 定年退職、中央大学名誉教授

## 外国人参政権における部分的許容説

### 論文「外国人の人権－選挙権を中心として」(1988)
1988年、長尾は論文「外国人の人権－選挙権を中心として」を発表した。この中でドイツの学説である「部分的許容説」を日本の学会で初めて唱え、日本国憲法下でも外国人に地方参政権を付与できると主張した。この論文は最高裁の平成7年（1995年）判決の「傍論」にも影響を与えた。

#### 禁止説・許容説・要請説
「部分的許容説（許容説）」が発表される以前の学会には、「要請説」と「禁止説」という正反対の学説が存在し、このうち「禁止説」が通説的見解とされた。
「要請説」は、外国人参政権を認めることは憲法上の要請であり、これをしないことは憲法違反となるとする見解であり、「禁止説」は、(国政レベル・地方レベルの)参政権を法律により付与をすることが憲法違反となるとする見解である。
長尾の発表した「部分的許容説」は、両者の折衷的学説であり、国政レベルは法律による付与も認められないが、地方レベルは法律による付与が憲法上許容される とする立場をとっていた。しかし、長尾自身は、法理論としては「許容説」をとりながら、政策論としての外国人参政権付与については「大反対だった」といっていた。

### 影響

#### 芦部信喜『憲法学（監）』(1994)
この論文は、芦部信喜の『憲法学（監）』(1994年刊)においても引用された。芦部は、参政権は前国家的権利ではなく、したがって、外国人の国政参政権は国民主権の原理に反するため、認められないとしたが、地方自治体レベルであれば、日本国憲法下でも地方参政権を認めることは許される、という解釈も十分に成り立ちうる、と賛成論を示した。

#### 平成7年の最高裁判決の「傍論」
部分的許容説は、平成7年2月の最高裁判決の傍論にも影響を与えた。最高裁は傍論部分でありながら「我が国に在留する外国人のうちでも永住者等であってその居住する区域の地方公共団体と特段に緊密な関係を持つに至ったと認められるものについて、その意思を日常生活に密接な関連を有する地方公共団体の公共的事務の処理に反映させるべく、法律をもって、地方公共団体の長、その議会の議員等に対する選挙権を付与する措置を講ずることは、憲法上禁止されているものではない」と、「部分的許容説」に近い立場から、判決理由を述べた。
なお、当時最高裁裁判官として判決に関与した園部逸夫は、判決理由として部分的許容説を記したことに対して、「不要であった」としながら、記した動機を、特別永住者への政治的配慮があったと語っている。

### 民主党政権後の改説
論文発表から20年以上経過し、2009年に民主党政権が誕生して以降、外国人参政権付与が現実味を帯びたことで、長尾はこの動きに危機感を抱き、2009年12月に「部分的許容説は維持できない。違憲である」とした論文をChuou　Online上で発表した。
この中で、(1)日本の位置する国際環境の変化、(2)日本人の国家意識の欠如、を学説を変更した理由としてあげており、特に許容説は国政と地方との切り離しが可能であることが前提であるが、近年この分離ができないと現状を分析している。
「現実の要素が法解釈に影響を与える『立法事実の原則』からも、部分的許容説はもはや誤りである」「国家解体に向かう最大限に危険な法律を制定しようというのは、単なる憲法違反では済まない」と再主張、部分的許容説を否定、撤回した。
自身が学説を紹介したことで外国人参政権付与が勢いづいたことに関しては「私の読みが浅かった。慚愧（ざんき）に堪えない」と謝罪した。

### 論文「外国人の選挙権導入は憲法に違反する」（2010年）
2010年2月には、論文「外国人の選挙権導入は憲法に違反する」を中央大学のサイトにて発表し、「許容説」が誤りであることを認め「禁止説」に立つとした。また、学説変更について「個人的な心境の変化などではなく、日本の位置する国際環境の変化、そして日本人の国家意識の欠如の認識にもとづく」とした。
同論文では、以下の論点が示された。

#### 二重選挙権
部分的許容説においては、国政選挙は許されないが、地方選挙ならば許されるとするが、その前提には、国政と地方との切り離しを可能とする見方がある。しかし、近年、この切り離しができないことが常態になっている。
- 2009年2月に韓国での選挙法改正により、在日韓国人は、日本にいながらにして韓国の国政選挙すなわち、大統領選挙と国会議員比例選挙の投票権をもつことが可能になった。また、韓国内で居住申告をすれば、地方選挙の選挙権、被選挙権を持てるようになった。この居住申告は、日本の住民登録を維持したまま可能であり、したがって、永住資格を失うことなく居住申告ができる(2010年現在、居住申告者数は6万人を超える)。在日韓国人が、韓国での選挙権と日本での選挙権を持つということは、二重の選挙権を持つということであり、日本の一般国民よりも政治的権利の条件において、より高い有利な地位に立つことになる。

#### 韓国憲法における忠誠及び国防義務
韓国人は、韓国の憲法によって韓国への忠誠と国防の義務、徴兵制度が国民に課されている。従って、日韓の国益が対立する場合、韓国人は韓国憲法に従い、この忠誠義務に基づいて行動しなくてはならない。
対馬の領有権問題
韓国人の半数が韓国領土と考え、また韓国の国会議員や地方自治体が領有権を主張する対馬において、有権者は約3万人であり、市議会議員の最下位は685票である。したがって、外国人地方参政権が導入されれば、対馬を韓国領土だとする議員が数名は当選することが十分に考えられる。

#### 在日中国人の場合
外国人参政権を一般永住者にも拡張しようとする民主党法案においては、日中間での領有権問題が予期される。中国人永住者は、現在、約14万人おり、年間に約1万人ずつ増加している。
外国人参政権が導入されると、対馬と同様の問題、または比較にならないほどの深刻な問題が生じうる。
- 尖閣諸島問題に関しては、日本最南端の与那国島町長選挙では、当落の票差はわずか103票ほどであり、大量に同島に在日中国人が移住すれば、容易に当選しうる。
- また沖ノ鳥島を中国は岩礁にすぎず日本の領土ではないとしているが、この島が属する小笠原村の村長選挙では、得票は713票ほどであり、これも同様、容易に当選しうる。

長尾は「日中の間において友好関係を維持するためには、最低限度の距離をとる必要があります。過剰の優遇は、多くの場合友情を破壊するという結果をもたらします。家族会議のメンバーに友人を加えるような愚は、さけなければなりません。いたずらに対立と緊張を高めるだけのことです。外国人選挙権法案は、日本の安全を危機にさらすだけでなく、国際平和を害することになります。」と論じている。

#### 地方選挙と国政との関係
地方選挙は、国政を左右するのが日本の選挙の常態である。
沖縄の名護市の住民の意思を尊重するとする当時の鳩山総理に行動は、国政の根本問題である国防・安全保障の問題が、地方自治体選挙の結果によって左右されるということでもある。しかしこれは国政の原則上、あってはならないことである。1000名程の住民が日本の国政の基本問題を決定するという事態は、議院内閣制の原理からしても問題である。
諸外国において明確に区別される国政固有の問題（軍事、外交、領土などの問題）と地方自治体レベルの問題が日本においては区別されずに、膠着事態が続いている。こうした日本特殊の状況において、地方選挙への外国人参加は、結果的に国政そのものに外国人または外国が重要な影響を及ぼしえ、したがって、国家主権、国民主権、民主政治の原理に反し、それらが脅かされかねない。
このように長尾は、外国人に参政権が付与された場合、日中および日韓の外交問題(領有権問題)を深刻なものにすることが予期され、日本の安全保障上重大な問題であることを指摘している。

### EUにおける部分的許容説
元来「部分的許容説」は、ドイツの学会において少数説であったものを長尾教授が輸入した学説である。ドイツでは、1989年にハンブルク(8年以上滞在する「全ての外国人」に対して、7つの行政区における選挙権)とシュレースヴィヒ＝ホルシュタイン州(5年以上滞在するデンマーク人・スウェーデン人・ノルウェー人・アイルランド人・オランダ人に対する選挙権)が、それぞれ外国人に地方参政権を付与する法改正をなし、これが憲法訴訟に発展した。ドイツ連邦憲法裁判所は1990年10月にこの法改正を違憲とする判決を出した。かくしてドイツでは「部分的許容説」は否定された。

その後、「ヨーロッパ連合条約の批准」という要請があったため、1990年に憲法を改正し、EU加盟国国民に限って地方参政権を認めた。
なお、判決に加わった園部逸夫元最高裁判事も、「傍論」を重視することは、「主観的な批評に過ぎず、判例の評価という点では、法の世界から離れた俗論である」とした。

## 著作

### 憲法関連
- 「立法府の不作為に対する憲法訴願--西ドイツにおける理論と実践」法学新報79巻1号(1972年)
- 『設例憲法教室』（東京法経学院出版部、1981年） doi:10.11501/11933964
- 「選挙権の法的性格（1)-(4)」法学新報(1990-1995年)
- 『日本国憲法』（世界思想社、第3版・1997年、第4版・2011年）
- 「検閲の法理:ドイツにおける検閲法理を手がかりとして（1)-(2)」法学新報(1995-1997)
- 『外国人の参政権』（世界思想社、2000年） 双書判
- 『基本権解釈と利益衡量の法理』（中央大学出版部・日本比較法研究所、2012年）
- 『外国人の選挙権　―ドイツの経験・日本の課題―』（中央大学出版部・日本比較法研究所、2014年）
- 「宮沢俊義の正義論－ケルゼンの法理論を手がかりとして」法学新報122巻1・2号(2015年)
- 『世界一非常識な日本国憲法』（扶桑社新書、2017年）

### 参考書
〔参考書〕
- 『はじめて学ぶやさしい憲法』（実務教育出版、1997年）